# Kumbotso
Kumbotso è una città della Repubblica Federale della Nigeria appartenente allo stato di Kano. È il capoluogo dell'omonima area a governo locale (local government area) che si estende su una superficie di 158 km² e conta una popolazione di 295.979 abitanti.